# L'Adieu (film, 2019)
Pour les articles homonymes, voir L'Adieu.
Pour plus de détails, voir Fiche technique et Distribution.
L'Adieu ou Le Mariage d'adieu au Québec (The Farewell) est un film américain réalisé par Lulu Wang, sorti en 2019. Le film suit une famille qui vient de découvrir qu'il restait peu de temps à vivre pour leur grand-mère. La famille décide alors de ne rien lui dire et d’organiser une réunion de famille avant sa mort.
Le film est inspiré, en partie, de la vie de la réalisatrice, qu'elle a racontée dans le cadre de son histoire radiophonique What Don't You Know, qui faisait partie d'un épisode de This American Life. Le film est projeté dans la section US Dramatic Competition du festival du film de Sundance 2019. Il est ensuite sorti aux États-Unis le 12 juillet 2019, par A24. Le film est salué par les critiques, notamment pour son scénario et la réalisation de Wang, ainsi que pour les performances d'Awkwafina et de Zhao Shuzhen.

## Synopsis
Billi, une écrivaine sino-américaine, entretient des relations étroites avec Nai Nai (terme utilisé en mandarin pour qualifier la grand-mère paternelle) qui vit à Changchun, en Chine. Peu après avoir reçu une lettre de rejet pour la bourse Guggenheim, Billi découvre par le biais de ses parents, Haiyan et Jian, que les médecins ont diagnostiqué à Nai Nai un cancer des poumons en phase terminale et qu'il ne lui resterait plus que quelques mois à vivre.
Le diagnostic est dissimulé à Nai Nai, et les résultats des tests médicaux ont été falsifiés par sa sœur ; il est courant en Chine de cacher un diagnostic fatal de crainte de hâter l'issue de la maladie. Le cousin de Billi, Hao Hao, qui vit au Japon, prévoit alors d'organiser son mariage en Chine comme excuse afin de réunir la famille autour de Nai Nai. Haiyan et Jian, les parents de Billi, commencent à prendre peur que celle-ci ne révèle tout à la grand-mère, et lui demandent de rester à New-York.
Cependant, Billi n'écoute pas ses parents et se rend à Changchun, peu de temps après l'arrivée de la famille. Elle promet à ses parents qu'elle ne dira rien à Nai Nai. Durant son séjour, elle est choquée par l'attitude de sa famille et du personnel médical qui refusent de dire la vérité à Nai Nai.
Une nuit, l'oncle Haibin justifie ce choix, en disant qu'il permet d'alléger le fardeau émotionnel de Nai Nai - la culture chinoise valorisant la collectivité, familiale et sociale, ce qui diffère des valeurs individualistes de la culture occidentale.
Le jour du mariage, Haibin et Hao Hao s'effondrent en larmes plusieurs fois, mais réussissent à passer le reste du banquet comme prévu pour éviter d'éveiller les soupçons de Nai Nai. Cette nuit-là, Nai Nai offre un hóngbāo (une enveloppe rouge) à Billi pour qu'elle puisse se faire plaisir. Lorsque Billi révèle à sa grand-mère qu'elle n'a pas obtenu la bourse Guggenheim, Nai Nai l'encourage à ne pas se décourager et à poursuivre ses rêves.
Billi tient sa promesse de rien révéler et quitte Nai Nai le cœur gros, tandis que le reste de la famille retourne chez elle, au Japon et en Amérique. Lors du générique de fin, on apprend que six ans après son diagnostic, la grand-mère de la réalisatrice (qui a inspiré le personnage de Nai Nai) est toujours vivante.

## Fiche technique
- Titre original : The Farewell
- Titre français : L'Adieu
- Titre québécois : Le Mariage d'adieu
- Réalisation et scénario : Lulu Wang, d'après son roman What You Don't Know
- Photographie : Anna Franquesa Solano
- Montage : Michael Taylor[Lequel ?] et Matthew Friedman
- Musique : Alex Weston
- Producteurs : Daniele Melia, Marc Turtletaub, Peter Saraf, Andrew Miano, Chris Weitz, Jane Zheng, Lulu Wang et Anita Gou
- Sociétés de production : Ray International, Seesaw Production, Depth of Field et Big Beach Films
- Société de distribution : A24 Films (États-Unis), VVS Films (Québéc), SND (France)
- Pays d'origine :  États-Unis,  Chine
- Langue originale : anglais
- Format : couleur - 2.35:1
- Genre : comédie dramatique
- Durée : 100 minutes
- Budget : 3 000 000 $
- Dates de sortie :
  - États-Unis :
    - 25 janvier 2019 (festival du film de Sundance)
    - 12 juillet 2019

  - France : 8 janvier 2020

## Distribution
- Awkwafina (VF : Mélissa Windal ; VQ : Catherine Brunet) : Billi Wang (比莉)
- Tzi Ma (VF : Laurent Van Wetter ; VQ : Jacques Lavallée) : Haiyan Wang (王海燕), le père de Billi
- Diana Lin (VF : Delphine Moriau ; VQ : Valérie Gagné) : Lu Jian (建), la mère de Billi
- Zhao Shuzhen (VF : Myriam Thyrion) : Nai Nai, la grand-mère paternelle de Billi
- Lu Hong (VF : Léonce Wapelhorst) : Little Nai Nai, la plus jeune sœur de la grand-mère de Billi
- Jiang Yongbo (VF : Olivier Cuvellier) : Haibin (海滨), frère aîné de Haiyan
- Chen Han (VF : Grégory Praet) : Hao Hao, le fils de Haibin
- Aoi Mizuhara : Aiko (子), la petite amie de Hao Hao
- Zhang Jing : Yuping, le cousin de Haiyan
- Li Xiang (VF : Colette Sodoyez) : tante Ling, la femme de Haibin
- Yang Xuejian : M. Li
- Jim Liu : Dr Song

## Production
Le film est inspiré d'une histoire nommée What You Don't Know, partagée par Wang dans This American Life en avril 2016. Wang a déclaré que le film s'inspirait de la maladie de sa grand-mère, en affirmant avoir "toujours ressenti le fossé qu'il y a dans mes relations, avec ma famille, mes camarades de classes, et le monde même dans lequel j'habite. C'est la nature même de l'immigration et de la double culture."
Le film a été tourné pendant 24 jours en juin 2018 à Changchun, en Chine, mais également à New York. Lors d'une interview avec Filmmaker, la directrice de la photographie, Anna Franquesa Solano, a déclaré que les références du films incluaient Force majeure et Still Walking. Toutefois, elle a ajouté que sa principale source d'inspiration venait de « passer du temps avec la famille de Lulu chez elle, à Changchun, pendant la pré-production ».

## Sortie
Le film a fait sa première aux Etats-Unis dans la section Compétition Dramatique lors du Sundance Film Festival 2019, le 25 janvier 2019. En janvier 2019, A24 a obtenu les droits de distributions mondiaux du film, pour 7 millions de dollars, sur Netflix, Amazon Studios et Fox Searchlight. Le film est sorti aux Etats-Unis le 12 juillet 2019. Une version du film sous-titrée en mandarin a été présentée dans certaines salles le 8 septembre 2019.

## Accueil

### Accueil critique
D'après Rotten Tomatoes, le film a une approbation de 98% avec une moyenne de 8,5/10, selon les 338 critiques. Sur Metacritic, le film a une moyenne de 89 sur 100, pour 47 critiques.
Eric Kohn, de IndieWire, a attribué au film une note de A- et a salué la performance d'Awkwafina en écrivant "En tant que chinoise-américaine prise avec le traditionalisme de son passé et son impact sur l'avenir, elle est le moteur absorbant pour le regard introspectif du film lors d'une réunion de famille des plus inhabituelle." Christy Lemire, écrit pour RogerEbert.com, a donné au film 4 étoiles sur 4, tout en soulignant que Zhao Shuzhen était "la plus grande source de rire", mais aussi que "tout aussi délicieux que [Zhao] est dans ce rôle crucial et central, elle vous arrachera tranquillement le cœur à la fin du film". Richard Lawson de Vanity Fair a écrit : "Wang raconte avec émotion, non seulement une histoire sur les négociations de l'amour familial, mais aussi sur l'expérience d'un immigré, sur le fait de revisiter son pays natal pour, dans un sens, lui dire au revoir." David Rooney, de The Hollywood Reporter, a dit "ses moments de douce sentimentalité sont pleinement mérités et sincères". Brian Lowry, de CNN.com, l'a décrit comme "un petit film mélancolique qui explore les différences culturelles, et traite de la mort d'une manière tout à fait charmante et discrète."
Le film reçoit globalement de bonnes critiques de la part de la presse, Allociné proposant une moyenne de 3,3/5.
La Croix a beaucoup aimé le film : « Emouvant et souvent drôle. ».
L'Obs a trouvé le film émouvant : « Film émouvant, dominé par Awkwafina (« Crazy Rich Asians »), comédienne qui trouve la juste saveur. Salée-sucrée. ».

### Box-office
Pendant la fin de semaine d'ouverture, le film a rapporté 355 662$ de la part de 4 salles de cinéma, pour une moyenne de 88 916 $ par salle. À l'époque, il s'agissait de la meilleure moyenne pour 2019, surpassant même Avengers: Endgame avec 76 601 $. Le film est passé à 35 salles lors de son second week-end et a rapporté 1,14 million de dollars, puis 1,5 million de dollars pour 135 salles au cours de son troisième week-end. Le film a poursuivi son expansion pendant les semaines suivantes, rapportant jusqu'à 2,4 millions de dollars pour 426 salles, et 2,2 millions de dollars pour 705 salles. Il s'est étendu à plus de 800 salles par la suite, dont 1,4 million de dollars pour 861 salles, 882 623 $ pour 816 salles et 841 414 $ pour 891 salles.

## Distinctions
| Prix                  | Date de cérémonie | Catégorie                                             | Destinataire (s) | Résultat   | Ref(s) |  |
| --------------------- | ----------------- | ----------------------------------------------------- | ---------------- | ---------- | ------ |  |
| Atlanta Film Festival | 13 avril 2019     | Prix du public - long métrage                         | The Farewell     | Remporté   | [ 9 ]  |  |
| Sundance London       | 2 juin 2019       | Favori du public                                      | The Farewell     | Remporté   | [ 10 ] |  |
| Seminci               | 26 octobre 2019   | Jury jeunesse                                         | The Farewell     | Remporté   | [ 11 ] |  |
| Gotham Awards         | 2 décembre 2019   | Meilleur film                                         | The Farewell     | Nomination | [ 12 ] |  |
| Gotham Awards         | 2 décembre 2019   | Meilleure actrice                                     | Awkwafina        | Remporté   | [ 12 ] |  |
| Gotham Awards         | 2 décembre 2019   | Meilleur scénario                                     | Lulu Wang        | Nomination | [ 12 ] |  |
| Golden Globes         | 5 janvier 2020    | Meilleure actrice dans un film musical ou une comédie | Awkwafina        | Remporté   |        |  |
| Golden Globes         | 5 janvier 2020    | Meilleur film en langue étrangère                     | The Farewell     | Nomination |        |  |